# Quatrième mode
 (août 2020).
Si vous disposez d'ouvrages ou d'articles de référence ou si vous connaissez des sites web de qualité traitant du thème abordé ici, merci de compléter l'article en donnant les références utiles à sa vérifiabilité et en les liant à la section « Notes et références ».
Dans le cadre théorique de l'octoéchos, le quatrième mode du chant grégorien est caractérisé par une finale en mi (mode detérus), qui sert également de teneur et autour de laquelle la mélodie peut faire des développements, et une teneur psalmodique à la quarte, sur le la (mode plagial).
Le quatrième mode est traditionnellement qualifié de "harmonicus". C'est un mode qui évoque la prière intérieure et la contemplation.
Les ambiances modales des troisième et quatrième modes, qui ne s'apparentent ni au "majeur" ni au "mineur", désorientent particulièrement les oreilles modernes.

## Teneurs surmietla
La forme canonique principale du quatrième mode dans le répertoire orné de la Messe est de deux teneurs avec demi-ton supérieur, séparées d'une quarte :
- Le mi sert de finale;
- Le la est teneur de type "demi-ton supérieur", le si étant normalement bémol.

Ce type modal correspond à la formule BqB (voir modalité grégorienne).
L'introït "Omnis terra" (2° D. per annum) est un exemple assez typique du quatrième mode, où le mi joue un rôle très effacé par rapport au fa qui lui sert de broderie supérieure. Dans cette pièce, le la est également assez faible, ses cadences ont tendance à retomber sur le fa, dont le rôle statistique en est renforcé d'autant.
Un autre très bel exemple de ce type est l'Alléluia Excita Domine (iii° D.A), mélodie-type assez fréquente dans les pièces ornées (mais dont le verset est un peu complexe).

## Pièces de typemi/sol
L'édition vaticane classe également dans le quatrième mode des pièces où la teneur est sur le sol, et non sur le la.
Ces pièces ont finalement la même structure que celles du troisième mode, auxquelles elles pourraient se rattacher, mais leur ambitus est déplacé vers le bas. Elles sont discutées avec le troisième mode.

## Mode primitif enmi
On trouve classés dans le quatrième mode quelques rares pièces à teneur unique (de type B*): les Introït Reminescere (ii° D.Q.) et In voluntate (xxi° D.P.P.) dont les mi sont montés au fa dans l'édition vaticane, les offertoires Tui sunt caeli (Noël), qui a conservé ses mi, et Perfice gressus meos (Sexagésime) qui a perdu les siens.

## Modes atypiques
Certaines pièces ne prennent pas de si bémol et semblent réaliser un type modal BqA. L'exemple le plus célèbre de ce type (assez peu fréquent) est la communion Memento verbi tui (xxi° D.P.P.). On y trouve également la communion Exsulta filia Sion (Noël, Aurore) ou l'Alleluia Dextera Dei (iv° D.P.). Il n'est pas certain que ces types (rares) soient authentiques, le si ayant pu être mal restitué. Dans les deux derniers cas, ces si bécarres sont en relation avec une montée au do, ce qui les rattache au type BqBC (où le si est variable).
- L'introït Exaudi Domine, (v° D.P.P.) ou l'offertoire Terra tremuit (Paques) ou encore l'hymne Sacris solemnis, sont d'une modalité incertaine. Les teneurs semblent y évoquer une structure de type ACB (premier mode) fortement attirée par le Mi.
- Le quatrième mode accueille une pièce encore plus étrange, la communion Pater cum essem (D. Ascension), qui semble changer de modalité presque à chaque incise.